# Deutsche Badmintonmeisterschaft 1970
Die Deutsche Badmintonmeisterschaft 1970 fand vom 28. bis zum 30. März 1970 in Mülheim an der Ruhr statt.

## Medaillengewinner
| Disziplin    | Gold                                                                           | Silber                                                              | Bronze                                                                  |
| ------------ | ------------------------------------------------------------------------------ | ------------------------------------------------------------------- | ----------------------------------------------------------------------- |
| Herreneinzel | Wolfgang Bochow (1. DBC Bonn)                                                  | Torsten Winter (PSV Grün-Weiß Wiesbaden)                            | Horst Lösche (1. BV Mülheim)                                            |
| Herreneinzel | Wolfgang Bochow (1. DBC Bonn)                                                  | Torsten Winter (PSV Grün-Weiß Wiesbaden)                            | Heinz Wossowski (1. BV Mülheim)                                         |
| Dameneinzel  | Marieluise Wackerow (1. BC Beuel)                                              | Irmgard Latz (1. DBC Bonn)                                          | Gudrun Ziebold (1. BC Beuel)                                            |
| Dameneinzel  | Marieluise Wackerow (1. BC Beuel)                                              | Irmgard Latz (1. DBC Bonn)                                          | Karin Schäfer (1. BV Mülheim)                                           |
| Herrendoppel | Siegfried Betz (MTV München von 1879) Torsten Winter (PSV Grün-Weiß Wiesbaden) | Hans-Dietrich Emmers (Merscheider TV) Gerhard Kucki (1. BV Mülheim) | Roland Maywald (1. BC Beuel) Karl Weiland (1. BC Beuel)                 |
| Herrendoppel | Siegfried Betz (MTV München von 1879) Torsten Winter (PSV Grün-Weiß Wiesbaden) | Hans-Dietrich Emmers (Merscheider TV) Gerhard Kucki (1. BV Mülheim) | Wolfgang Bochow (1. DBC Bonn) Horst Lösche (1. BV Mülheim)              |
| Damendoppel  | Marieluise Wackerow (1. BC Beuel) Gudrun Ziebold (1. BC Beuel)                 | Irmgard Latz (1. DBC Bonn) Gerda Schumacher (1. DBC Bonn)           | Ursula Puruckherr (SV Helios Berlin) Ilse-Brigitte Riekhof (VfB Lübeck) |
| Damendoppel  | Marieluise Wackerow (1. BC Beuel) Gudrun Ziebold (1. BC Beuel)                 | Irmgard Latz (1. DBC Bonn) Gerda Schumacher (1. DBC Bonn)           | Anke Betz (MTV München von 1879) Lore Hawig (1. BC Beuel)               |
| Mixed        | Wolfgang Bochow (1. DBC Bonn) Irmgard Latz (1. DBC Bonn)                       | Roland Maywald (1. BC Beuel) Marieluise Wackerow (1. BC Beuel)      | Siegfried Betz (MTV München von 1879) Anke Betz (MTV München von 1879)  |
| Mixed        | Wolfgang Bochow (1. DBC Bonn) Irmgard Latz (1. DBC Bonn)                       | Roland Maywald (1. BC Beuel) Marieluise Wackerow (1. BC Beuel)      | Gerhard Kucki (1. BV Mülheim) Karin Dittberner (1. BV Mülheim)          |